# Шадов, Рудольф
Карл Зено Рудольф Шадов, Ридольфо Шадов (нем. Karl Zeno Rudolf Schadow, итал. Ridolfo Schadow; 9 июля 1786, Рим — 31 января 1822, Рим) — немецкий скульптор академического классицизма. Старший сын и ученик выдающегося скульптора Иоганна Готфрида Шадова.

## Биография

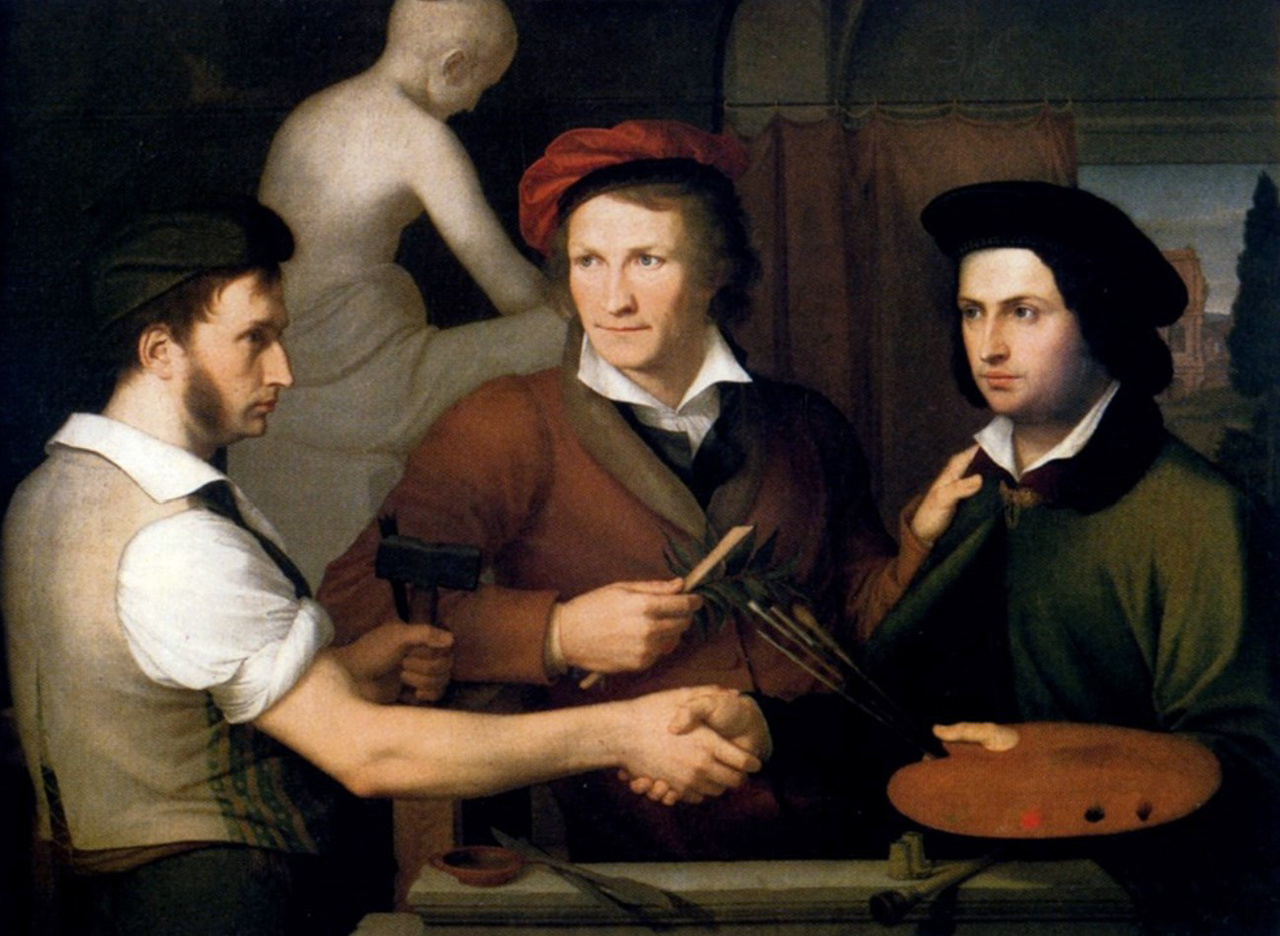
Ф. В. фон Шадов. Групповой портрет. Слева направо: Рудольф Шадов, Бертель Торвальдсен, Вильгельм фон Шадов. 1815. Холст, масло. Старая национальная галерея, Берлин

Рудольф Шадов родился в Риме, но первые годы провёл в Берлине, где работал его отец. В 1810 году вместе с братом Фридрихом Вильгельмом при поддержке скульпторов Антонио Кановы и Бертеля Торвальдсена, отправился на учёбу в Рим, работал в мастерской скульптора Кристиана Даниэля Рауха, также ученика старшего Шадова. В отличие от своих братьев Фридриха Вильгельма и Феликса, Рудольф решил заниматься не живописью, а скульптурой.
Его первая самостоятельная работа «Парис», в которой прослеживается влияние датского скульптора Торвальдсена, в 1812 году была выставлена в Прусской академии художеств. Другая скульптура: «Прядильщица», оказалась необычайно популярной в Риме, и даже поклонники творчества Кановы и Торвальдсена признали её ценность. Король Пруссии, принц Эстерхази и герцог Девонширский выразили желание включить эту статую в свои коллекции. Одна версия, завершённая в 1820 году, была приобретена для России и позднее поступила в Эрмитаж в Санкт-Петербурге. Парная скульптура «Нимфа, надевающая сандалии» также имела большой успех.
Рудольф так полюбил Италию, что в 1814 году перешёл в католичество. В 1818 году он отказался от звания профессора Дюссельдорфской академии и остался в Риме. Там он создал статуи Иоанна Крестителя и Мадонны с Младенцем. В Англии стал известен благодаря барельефам, выполненным для герцога Девонширского и маркиза Лэнсдауна.
Его последней композицией, созданной по заказу короля Пруссии, была колоссальная группа «Ахиллес с телом Пентесилеи»; модель, которой все восхищались за её классический характер и размах стиля, так и не была выполнена из мрамора. Художник умер в Риме в возрасте тридцати шести лет. Похоронен в церкви Сант-Андреа-делле-Фратте.

## Галерея

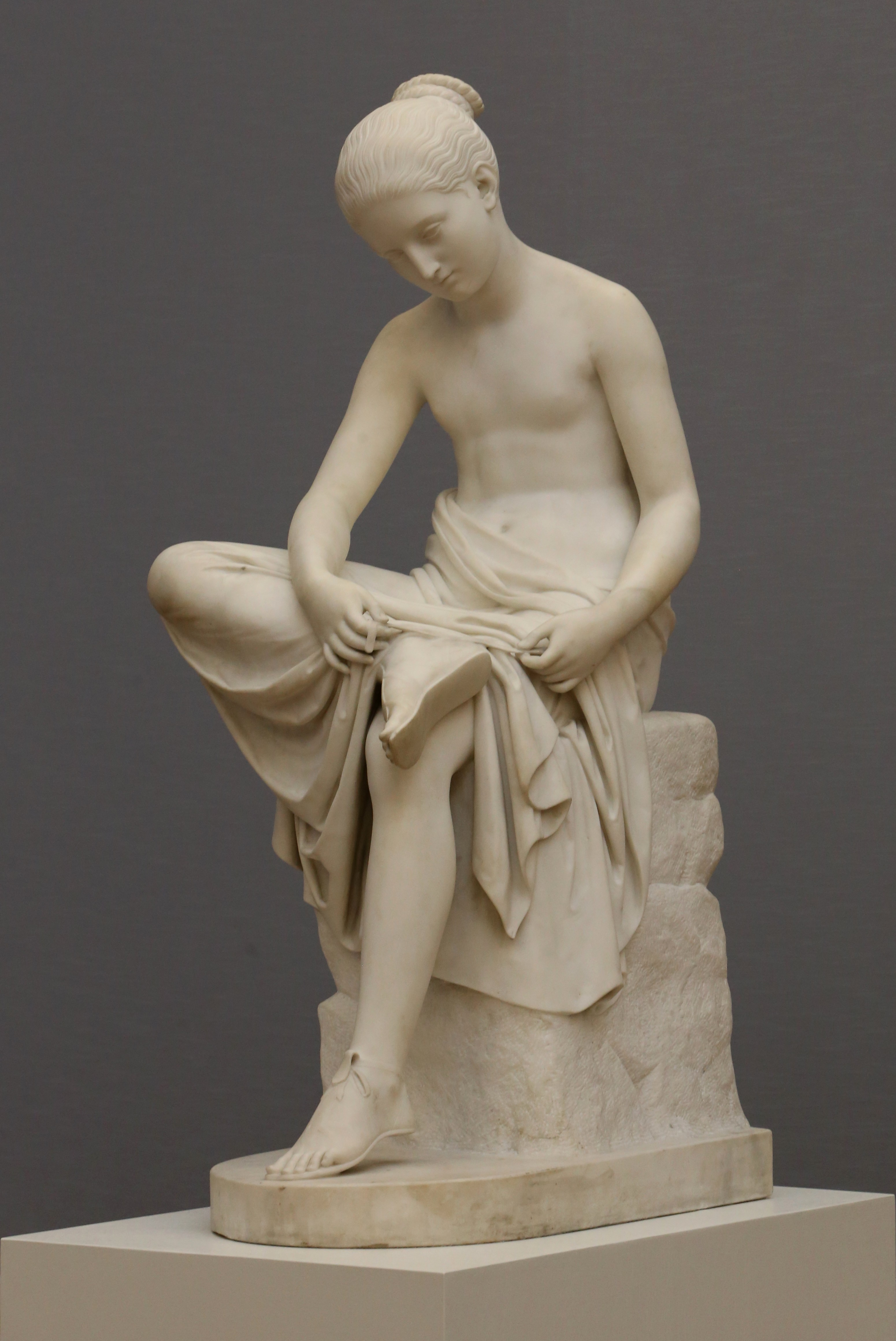
Нимфа, надевающая сандалии. 1817. Мрамор. Новая пинакотека, Мюнхен
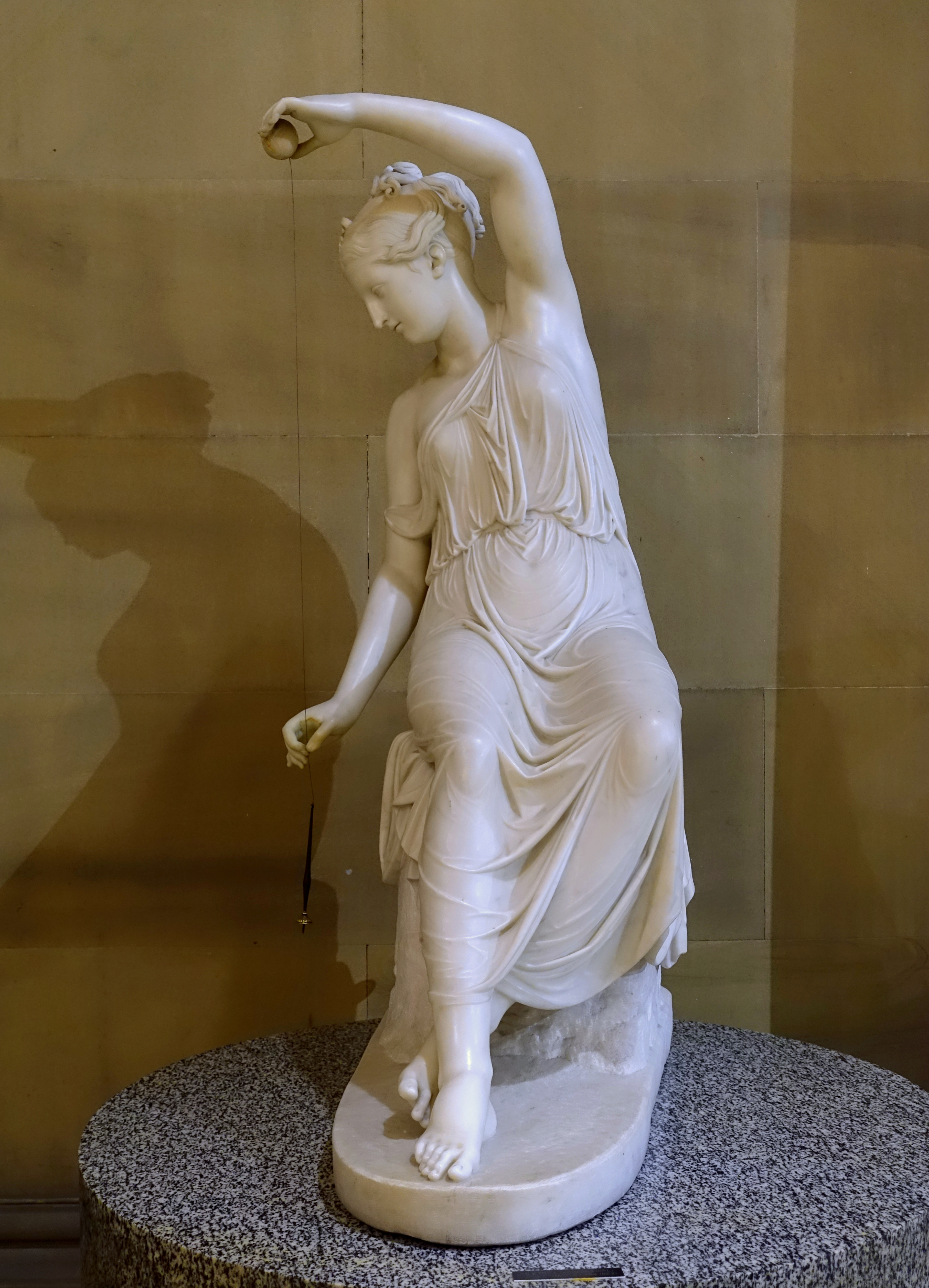
Прядильщица. 1819. Мрамор. Чатсуорт-хаус, Девоншир, Англия
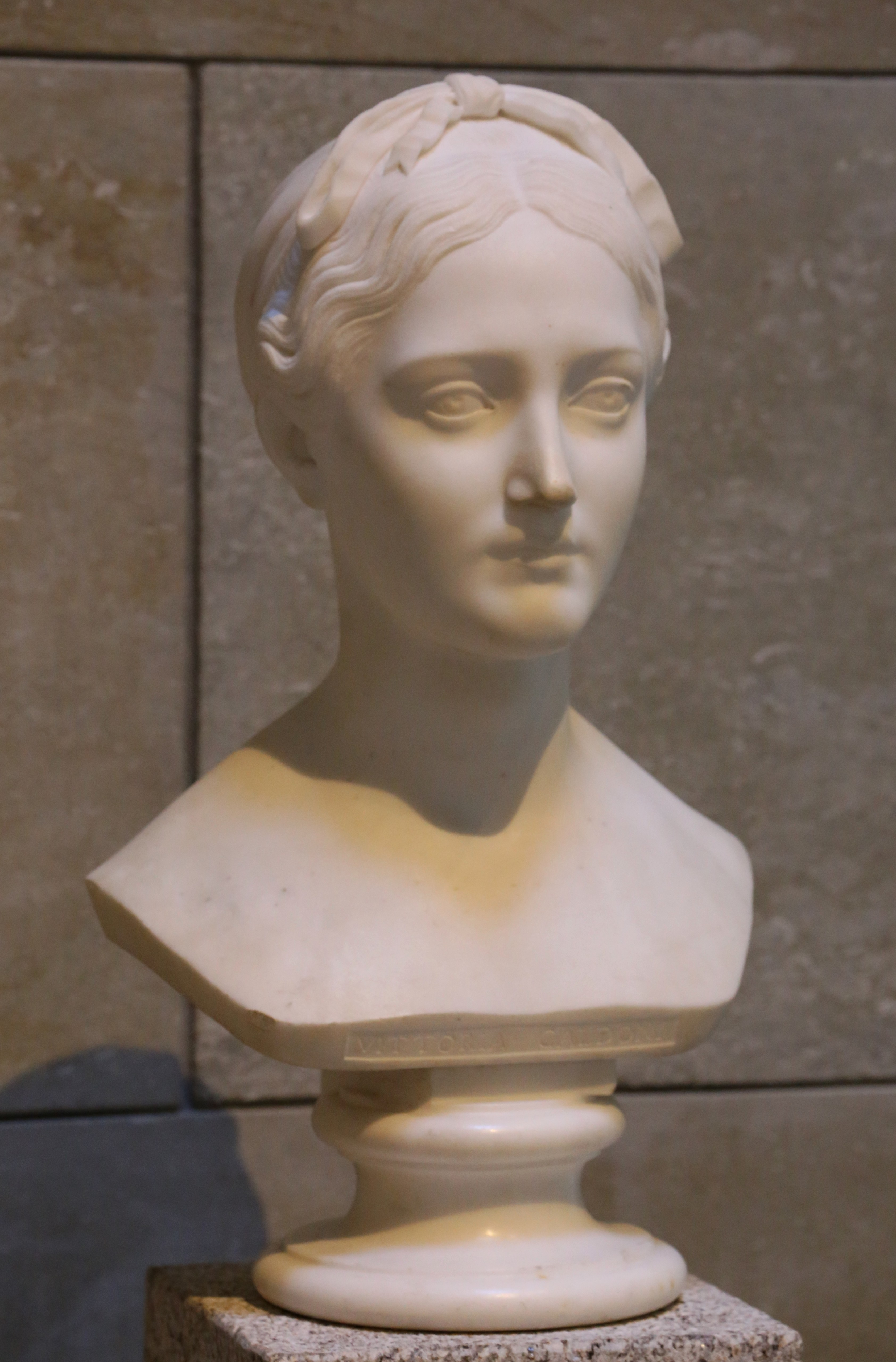
Портрет Виттории Кальдони. 1821. Мрамор. Новая пинакотека, Мюнхен
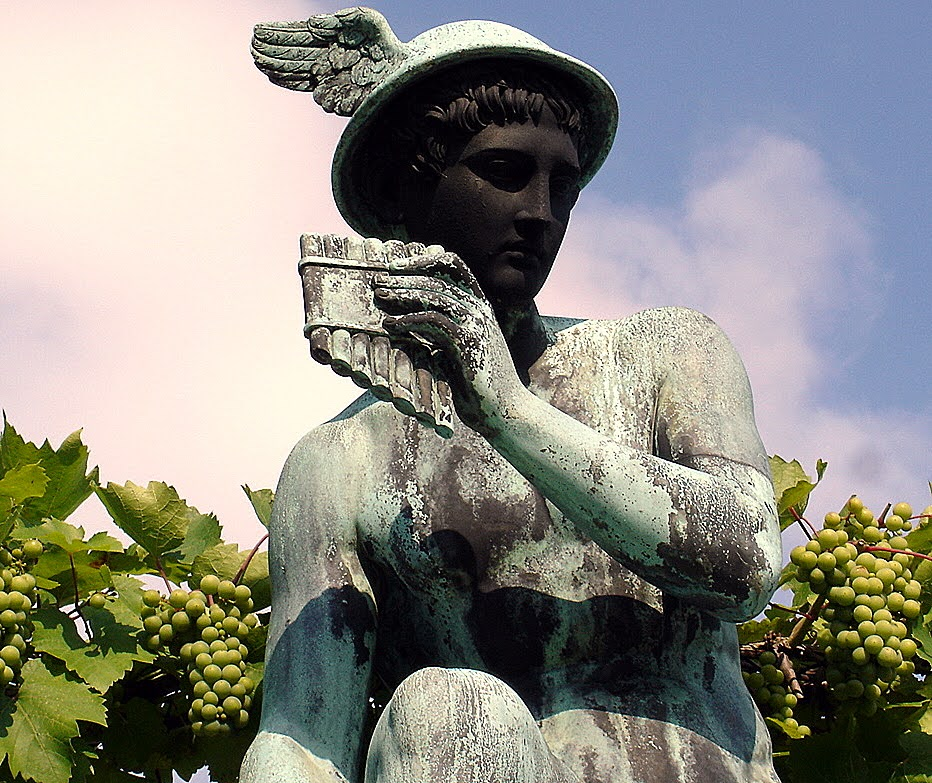
Меркурий. Деталь. Бронза. Шарлоттенхоф, Берлин